# Тайна Эдвина Друда (телеспектакль)
«Тайна Эдвина Друда» — телевизионный спектакль по одноимённому неоконченному роману Чарльза Диккенса, поставленный режиссёром Александром Орловым в 1980 году (4 серии). Производство Главной редакции литературно-драматических программ Центрального телевидения СССР.

## Сюжет
В Клостергэм, небольшой английский город, к регенту местного церковного хора Джону Джасперу приезжает Эдвин Друд — его племянник, помолвленный с местной девушкой Розой Буттон. У него происходит ссора с Невилом Ландлесом, влюблённым в Розу. Через некоторое время Эдвин исчезает.
Последним человеком, видевшим Эдвина, оказался не кто иной, как Нэвил. Его подозревают в убийстве соперника, задерживают, но вскоре отпускают за недостаточностью улик.
Опекун Розы Буттон — мистер Грюджиус — добивается встречи с Джоном Джаспером и рассказывает ему, что по обоюдному согласию Эдвина и Розы брак не должен был состояться. Молодые люди решили не углублять своих отношений и расстались добрыми друзьями.
Джаспер спешит к Розе и признаётся в своей давней любви к ней, а также подтверждает свою решимость во что бы то ни стало доказать виновность Невила в убийстве его дорогого племянника.
Зная, что каноник Криспаркл убеждён в непричастности к этому загадочному делу своего воспитанника, Джон Джаспер сплёл сеть из неопровержимых улик и собирается вскоре повторно обвинить Невила.
В городе появляется джентльмен, представляющийся Диком Дэчери. Вскоре выясняется, что он ведёт собственное расследование таинственного исчезновения Эдвина Друда. Он подозревает Джона Джаспера. Уверенности в его догадках добавила встреча со старухой, держательницей притона курильщиков опиума, постоянным посетителем которого, как оказалось, был Джаспер.
Этой сценой обрывается рукопись романа. Далее актёры представляют возможные варианты сюжета, высказанные в опубликованных после смерти писателя продолжениях романа и критических статьях английских литературоведов.

## В ролях
- Валентин Гафт — Джон Джаспер, дядя и опекун Эдвина
- Авангард Леонтьев — Эдвин Друд, племянник Джаспера
- Елена Коренева — Роза Буттон (в романе - Роза Бад / Bud, что переводится как "бутон")
- Анатолий Грачёв — Септимус Криспаркл, воспитатель Ландлесов
- Евгений Весник — мистер Томас Сапси
- Лев Дуров — Дёрдлс, мастер-каменотёс
- Маргарита Терехова — Елена Ландлес
- Владимир Новиков — Невил Ландлес
- Сара Брегман — Принцесса "Курилка", хозяйка опиумного притона
- Алла Будницкая — мисс Твинклтон
- Евдокия Урусова — мисс Тишер
- Семён Соколовский — мистер Сластигрох, опекун Ландлесов (вольный перевод оригинальной фамилии - Honeythunder)
- Ростислав Плятт — мистер Грюджиус, опекун Розы Буттон
- Сергей Юрский — Дик Дэчери
- Валентин Никулин — Баззард, клерк мистера Грюджиуса
- Александр Лазарев (младший) — мальчишка
- Григорий Лямпе — настоятель
- Наталья Гицерот — горничная мистера Сапси
- Галина Кравченко — миссис Криспаркл
- Александр Вигдоров — возница Джо
- Дмитрий Дорлиак — ювелир
- Николай Серебренников — фонарщик
- Всеволод Платов — Том
- Андрей Дрознин — клерк

## Съёмочная группа
- Авторы сценария: Георгий Капралов, Александр Орлов
- Режиссёр-постановщик: Александр Орлов
- Оператор-постановщик: Борис Лазарев
- Композитор: Эдуард Артемьев
- Художник-постановщик: Игорь Морозов